# Повітряний фільтр

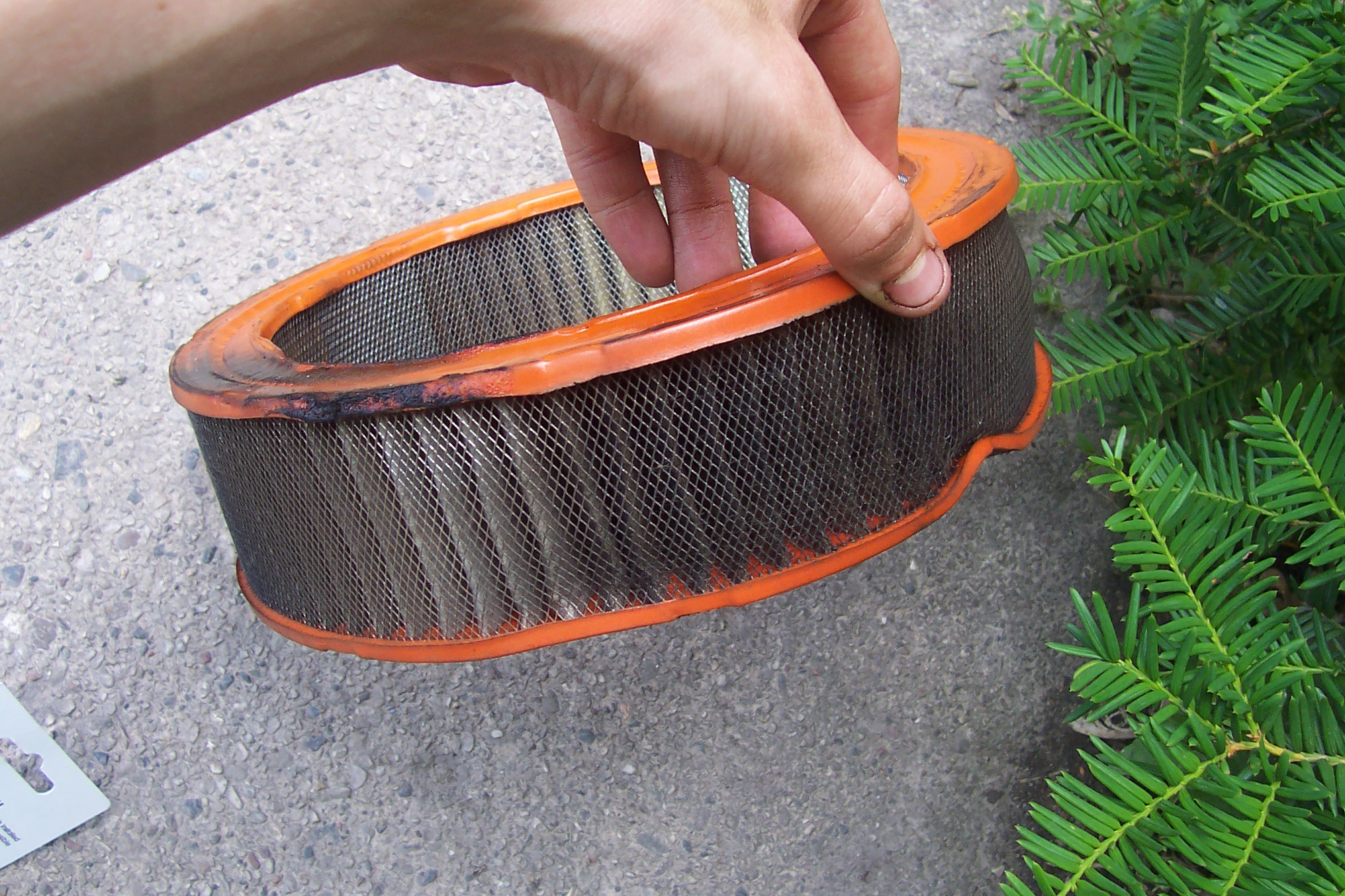

Повітряний фільтр — фільтр для очищення повітря від завислих частинок в побуті та на виробництві.
Фільтри, які застосовуються для очищення газів, класифікують за різними ознаками: за формою фільтрувальних елементів, способом підводу запилених газів, формою корпусу, призначенню та інше. Найбільш загальною є класифікація за матеріалом, з якого виготовлена фільтрувальна перегородка. За цією класифікацією розрізняють:
- — фільтри з гнучкими пористими перегородками (тканини, картон, волокнисті матеріали, губчаті гуми);
- — фільтри з напівжорсткими пористими перегородками (фільтрувальний матеріал закріплений в шарі опорними пристроями);
- — фільтри з жорсткими пористими перегородками (кераміка, пластмаси, волокнисті матеріали, сітки);
- — зернисті фільтри (нерухомі, насипні, рухомі матеріали, псевдозріджені шари матеріалу).

Залежно від концентрації пилу в газі, що надходить на очищення, і призначення — фільтри підрозділяють на такі типи:
- — фільтри тонкого очищення повітря — високоефективні апарати для уловлення високодисперсних частинок з ефективністю понад 99 % при вхідній концентрації пилу 0,5 — 5 мг/м3 і швидкості фільтрування менше 0,1 м/с; ці фільтри звичайно не піддають регенерації;
- — фільтри для очищення повітряних потоків (повітряні фільтри) в системах вентиляції і кондиціонування повітря при вхідній концентрації пилу до 50 мг/м3; виготовляють відновлювальні (регенерація) і невідновлювальні фільтри;
- — промислові фільтри для очищення промислових газів зі вхідною концентрацією пилу до 60 мг/м3 за підвищених температур і вмісту в газах агресивних компонентів; промислові фільтри працюють з регенерацією фільтрувальних матеріалів.